# Oddziaływanie pestycydów na pszczoły
Oddziaływanie pestycydów na pszczoły różni się w zależności od substancji. Niektóre rodzaje pestycydów rozpylane są bezpośrednio na rośliny i mogą prowadzić do śmierci pszczół i innych owadów, które siadają na odsłoniętych partiach roślin. Pestycydy systemiczne, działające na poszczególne układy roślin, są bardziej trwałe i mogą utrzymywać się w liściach, nektarze, pyłku, owocach i innych częściach roślin, powodując śmierć owadów mających z nimi kontakt, w tym pszczół.
Pestycydy w postaci stałej (sproszkowanej lub zwilżonego proszku) są bardziej niebezpieczne dla pszczół niż te stosowane w formie rozpuszczonej w roztworach lub emulsji. Faktyczna szkodliwość pestycydu dla populacji pszczół jest zależne od toksyczności substancji, czasu przez jaki organizm owada był wystawiony na jej działanie, a także formy w jakiej jest ona stosowana.

## Klasyfikacja
Toksyczność substancji dla owadów jest mierzona jest najczęściej przy użyciu wartości Dawki śmiertelnej LD50 – dawki przy której następuje śmierć 50% badanej populacji. Wyróżnia się następujące progi toksyczności substancji:
- bardzo toksyczna (dawka śmiertelna < 2 μg/pszczołę)
- średnio toksyczna(dawka śmiertelna 2 - 10.99 μg/pszczołę)
- nieznacznie toksyczna (dawka śmiertelna 11 - 100μg /pszczołę)
- nietoksyczna (dawka śmiertelna > 100μg/pszczołę) dla dorosłych osobników.

## Masowe ginięcie pszczoły miodnej a pestycydy
Zespół masowego ginięcia pszczoły miodnej to zjawisko charakteryzujące się gwałtownym wymarciem populacji dorosłych osobników w roju. Istnieje wiele teorii próbujących wyjaśnić owo zjawisko, żadna nie została jednak uznana za decydująca względem innych. Uważa się najczęściej, że jest ono wywołane kilkoma czynnikami: zatruciem pestycydami, infekcją wirusową lub działaniem pasożytów. Badania nad koloniami pszczół wskazują, że w koloniach dotkniętych masowym ginięciem pszczół wykrywano wysokie poziomy każdego z wymienionych czynników.
W marcu 2012 roku przeprowadzono badania z użyciem miniaturowych urządzeń lokalizujących, zamocowanych na ciałach owadów. Wykazały one, że nawet bardzo małym stężeniom pestycydów w pokarmie pszczół, towarzyszą zaburzenia orientacji, uniemożliwiające owadom powrót do ula. Stężenie pestycydu w ciałach owadów było o rząd wielkości mniejsze niż jego dawka śmiertelna. Użyta w tym badaniu substancja, insektycyd tiametoxam, choć dopuszczony do użytku we Francji, może zostać zakazany na terenie Unii Europejskiej.

## Śmiertelność w skali ula
Śmiertelności pszczół w skali jednego ula może być określona jako:
< 100 pszczół dziennie – normalna śmiertelność
200-400 pszczół dziennie – niska śmiertelność
500-900 pszczół dziennie – średnia śmiertelność
> 1000 pszczół dziennie – wysoka śmiertelność

## Wpływ pestycydów na dzikie pszczoły
Pestycydy mają szkodliwy wpływ nie tylko na pszczołę miodną, ale również dzikie gatunki pszczół. Pełnią one ważną rolę w zapylaniu roślin uprawnych. Wpływ pestycydów może się manifestować w różny sposób, nie tylko poprzez bezpośrednią śmiertelność, ale również oddziaływanie nieletalne, na przykład upośledzenie rozróżniania zapachów, zaburzenia orientacji w czasie powrotu do gniazda czy osłabienie odporności na infekcje. Za szczególnie szkodliwe uważa się pestycydy neonikotynoidowe, m.in. ze względu na ich powolny czas rozkładu i długie utrzymywanie się w środowisku, a także przedostawanie się do wszystkich części rośliny, włącznie z pyłkiem i nektarem.

## Pestycydy
| Nazwa                    | Przykłady preparatów, zawierających substancję | Grupa pestycydów       | Okres karencji                         | Uwagi | Toksyczność dla pszczół  |
| ------------------------ | --- | ---------------------- | -------------------------------------- | --- | ------------------------ |
| Aldikarb                 | Temik | Karbaminian            | 4 tygodnie                             | | praktycznie nietoksyczny |
| Karbaryl                 | Sevin | karbaminian            |                                        | Pszczoły zatrute karbarylem umierają po 2-3 dniach, co pozwala im na zebranie skażonego pyłku i nektaru do ula. Niektóre uprawy traktowane karbarylem doprowadziły do masowego ginięcia owadów. Preparaty zawierające karbaryl nie powinny być używane w okresie kwitnienia i aktywności pszczół.                                                                                           | wysoce toksyczny         |
| Karbofuran               | Furadan | karbaminian            | 7 – 14 dni                             | Amerykańska Agencja Ochrony środowiska zakazała stosowania w uprawach przeznaczonych do konsumpcji przez człowieka. | wysoce toksyczny         |
| Metomyl                  | Metomyl, Muchobitt | karbaminian            | powyżej 2 godzin                       | Nie powinien być używany w okresie kwitnienia i aktywności pszczół. | wysoce toksyczny         |
| Metiokarb                | | Karbaminian            |                                        | | wysoce toksyczny         |
| Mexakarbat               | Zectran | karbaminian            |                                        | | wysoce toksyczny         |
| Pirimikarb               | Pirimor, Aphox | karbaminian            |                                        | | praktycznie nietoksyczny |
| Propoksur                | Propoksur, Baygon | karbaminian            |                                        | | wysoce toksyczny         |
| Acefat                   | Chevron, Orthene | Fosforoorganiczny      | 3 dni                                  | Obecnie wycofany | umiarkowanie toksyczny   |
| Chlorpyrifos             | Brodan, Detmol UA, Dowco 179, Dursban, Empire, Eradex, Lorsban, Paqeant, Piridane, Scout, Stipend and Tricel.                                          | Fosforoorganiczny      |                                        | Nie powinien być używany w okresie kwitnienia i aktywności pszczół. | wysoce toksyczny         |
| Kumafos                  | Perizin | Fosforoorganiczny      |                                        | Stosowany do zwalczania warrozy. Przedawkowanie może spowodować zatrucie pszczół. | praktycznie nietoksyczny |
| Demeton                  | Isosystox | Fosforoorganiczny      | <2 godzin                              | | wysoce toksyczny         |
| Demeton-S-metyl          | Meta-systox | Fosforoorganiczny      |                                        | | umiarkowanie toksyczny   |
| Diazinon                 | | Fosforoorganiczny      |                                        | Nie powinien być używany w okresie kwitnienia i aktywności pszczół. | wysoce toksyczny         |
| Dicrotophos              | Bidrin, Carbicron, Diapadrin, Dicron and Ektafos | Fosforoorganiczny      |                                        | | wysoce toksyczny         |
| Dichlorvos               | DDVP, Vapona | Fosforoorganiczny      |                                        | | wysoce toksyczny         |
| Dimetoat                 | Cygon, De-Fend | Fosforoorganiczny      | 3 dni                                  | Nie powinien być używany w okresie kwitnienia i aktywności pszczół. | wysoce toksyczny         |
| Fention                  | Entex, Baytex, Baycid, Dalf, DMPT, Mercaptophos, Prentox, Fenthion 4E, Queletox,Lebaycid                                                               | Fosforoorganiczny      |                                        | Nie powinien być używany w okresie kwitnienia i aktywności pszczół. | wysoce toksyczny         |
| Fenitrotion              | Sumithion | Fosforoorganiczny      |                                        | | wysoce toksyczny         |
| Fensulfotion             | Dasanit | Fosforoorganiczny      |                                        | | wysoce toksyczny         |
| Fonofos                  | Dyfonate EC | Fosforoorganiczny      | 3 godzinyhours                         | na liście Konwencji o zakazie broni chemicznej | wysoce toksyczny         |
| Malation                 | Malathion USB, ~ EC, Cythion, maldison, mercaptothion                                                                                                  | Fosforoorganiczny      | 6 dni                                  | | wysoce toksyczny         |
| Methamidofos             | Monitor, Tameron | Fosforoorganiczny      |                                        | Nie powinien być używany w okresie kwitnienia i aktywności pszczół. | wysoce toksyczny         |
| Methidathion             | Supracide | Fosforoorganiczny      | Zakazany na terenie Unii Europejskiej. | Nie powinien być używany w okresie kwitnienia i aktywności pszczół. | wysoce toksyczny         |
| Paration metylowy        | Paration, | Fosforoorganiczny      | 5–8 dni                                | Szczególnie niebezpieczną odmianą tego pestycydu jest paration metylowy w formie mikrokapsułek, wielkością odpowiadających ziarnom pyłku. Kapsułki te, podobnie do pyłku, przylegają do ciał pszczół siłą oddziaływania elektrostatycznego. Zmagazynowane w ulu mogą uwalniać substancję przez wiele miesięcy. Sklasyfikowany jako substancja z grupy trwałych zanieczyszczeń organicznych. | wysoce toksyczny         |
| Mevinfos                 | Phosdrin | Fosforoorganiczny      |                                        | | wysoce toksyczny         |
| Monokrotofos             | | Fosforoorganiczny      |                                        | Nie powinien być używany w okresie kwitnienia i aktywności pszczół. | wysoce toksyczny         |
| Naled                    | Dibrom | Fosforoorganiczny      | 16 godzin                              | | wysoce toksyczny         |
| Ometoat                  | | Fosforoorganiczny      |                                        | Nie powinien być używany w okresie kwitnienia i aktywności pszczół. | wysoce toksyczny         |
| Oksydemeton metylowy     | Metasystox-R | Fosforoorganiczny      | <2 godzin                              | | wysoce toksyczny         |
| Phorate                  | Thimet EC | Fosforoorganiczny      | 5 godzin                               | | wysoce toksyczny         |
| Fosmet                   | Imidan | Fosforoorganiczny      |                                        | | wysoce toksyczny         |
| Fosfamidon               | Dimecron | Fosforoorganiczny      |                                        | | wysoce toksyczny         |
| Pirazofos                | Afugan | Fosforoorganiczny      | grzybobójczy                           | | wysoce toksyczny         |
| Tetrachlorwinfos         | Rabon, Stirofos, Gardona, Gardcide | Fosforoorganiczny      |                                        | | wysoce toksyczny         |
| Trichlorfon, Metrifonate | Dylox, Dipterex | Fosforoorganiczny      |                                        | 3 – 6 godzin | praktycznie nietoksyczny |
| Permetryna               | Ambush, Pounce | Syntetyczny pyretroid  | 1 – 2 dni                              | Bezpieczniejszy, gdy stosowany w suchych warunkach. | wysoce toksyczny         |
| Cypermetryna             | Ammo, Raid | Syntetyczny pyretroid  | < 2 godzin                             | Stosowana w domach do zwalczania mrówek i karaluchów. | wysoce toksyczny         |
| Fenwalerat               | Asana, Pydrin | Syntetyczny pyretroid  | 1 dzień                                | Bezpieczniejszy, gdy stosowany w suchych warunkach. | wysoce toksyczny         |
| Rozmetryna               | Chrysron, Crossfire, Pynosect, Raid Flying Insect Killer, Scourge, Sun-Bugger #4, SPB-1382, Synthrin, Syntox, Vectrin, Whitmire PT-110                 | Syntetyczny pyretroid  |                                        | | wysoce toksyczny         |
| Methoksychlor            | DMDT, Marlate | chloroorganiczny       | 2 godziny                              | zakazany w Unii Europejskiej | wysoce toksyczny         |
| Endosulfan               | Thiodan | Chlorinated cyclodiene | 8 godzin                               | zakazany w Unii Europejskiej | umiarkowanie toksyczny   |
| Klotianidin              | Poncho | neonikotynoid          |                                        | Zakazany w Niemczech W czerwcu 2008 niemieckie Ministerstwo Żywności, Rolnictwa i Ochrony Konsumentów wstrzymało rejestracje preparatw zawierających neonikotynoidy po tym, jak pszczelarze z południa kraju doniesli o masowym wymieraniu pszczół związanym ze stosowanie jednego z pestycydów, klotianidyny.                                                                              | wysoce toksyczny         |
| Tiamethoksam             | Actara | neonikotynoid          |                                        | Badania opublikowane w 2012 wskazują na obecność tiametoksamu w martwych pszczołach, znajdowanych wokół pól uprawnych. Pszczoły pozostałe w ulach wykazywały brak koordynacji ruchowej, wskazujący na zatrucie pestycydami. | wysoce toksyczny         |
| Imidakloprid             | Confidor, Gaucho, Kohinor, Admire, Advantage, Merit, Confidor, Hachikusan, Amigo, SeedPlus (Chemtura Corp.), Monceren GT, Premise, Prothor, and Winner | neonikotynoid          |                                        | Zakazany we Francji od 1999, powoduje potencjalnie duże szkody w populacjach pszczół | wysoce toksyczny         |
| Dikfol                   | | Akarycyd               |                                        | | praktycznie nietoksyczny |
| Ropopochodne             | |                        |                                        | | praktycznie nietoksyczne |
| 2,4-D                    | Składnik ponad 1,500 produktów | Herbicyd               |                                        | | praktycznie nietoksyczny |

## Proces przeciwko EPA w Stanach Zjednoczonych
W sierpniu 2008, amerykańska organizacja Rada ds. Ochrony Zasobów Naturalnych (Natural Resources Defense Council), pozwała do sądu rządową Agencję Ochrony Środowiska oskarżając ją o zatajanie informacji na temat potencjalnego ryzyka, jakie stwarzają pestycydy dla pszczół.